# Attidops cutleri
Attidops cutleri is een spinnensoort in de taxonomische indeling van de springspinnen (Salticidae).
Het dier behoort tot het geslacht Attidops. De wetenschappelijke naam van de soort werd voor het eerst geldig gepubliceerd in 1999 door Edwards.